# Vertigo lilljeborgi
Vertigo lilljeborgi е вид охлюв от семейство Vertiginidae. Видът е почти застрашен от изчезване.

## Разпространение и местообитание
Разпространен е във Великобритания, Германия, Дания, Европейска част на Русия, Ирландия, Литва, Норвегия, Финландия, Франция и Швеция.
Обитава плата, езера, блата, мочурища и тресавища.

## Описание
Популацията на вида е намаляваща.